# Cydonia Labyrinthus
Il Cydonia Labyrinthus è una formazione geologica della superficie di Marte.